# NGC 5102
NGC 5102 је елиптична галаксија у сазвежђу Кентаур која се налази на NGC листи објеката дубоког неба.
Деклинација објекта је - 36° 37' 54" а ректасцензија 13h 21m 57,0s. Привидна величина (магнитуда) објекта NGC 5102 износи 9,5 а фотографска магнитуда 10,5. Налази се на удаљености од 3,410 милиона парсека од Сунца. NGC 5102 је још познат и под ознакама ESO 382-50, MCG -6-29-31, AM 1319-362, IRAS 13191-3622, PGC 46674.